# Портрет Петра Ивановича Балабина
«Портрет Петра Ивановича Балабина» — картина Джорджа Доу и его мастерской из Военной галереи Зимнего дворца.
Картина представляет собой погрудный портрет генерал-майора Петра Ивановича Балабина из состава Военной галереи Зимнего дворца.
Во время Отечественной войны 1812 года Балабин был полковником Кавалергардского полка и флигель-адъютантом, состоял при рижском губернаторе И. Н. Эссене и был в боях против корпуса маршала Макдональда и при флотской бомбардировке Данцига. Во время Заграничных походов состоял при императоре Александре I, участвовал в боях в Пруссии и за отличия был произведён в генерал-майоры. Во время Ста дней вновь совершил поход во Францию.
Изображён в генеральском вицмундире, введённом для кавалерийских генералов 6 апреля 1814 года, на плечи наброшена шинель. На шее крест ордена Св. Владимира 3-й степени; из-под борта мундира выступают кресты прусских орденов Красного орла 2-й степени и Пур ле мерит; справа орден Св. Георгия 4-й степени и серебряная медаль «В память Отечественной войны 1812 года» на Андреевской ленте. В левом нижнем углу подпись художника: painted from nature by Geo Dawe R. A. С задней стороны картины надписи Balabin и Geo Dawe pinxt. Подпись на раме: П. И. Балабинъ, Генералъ Маiоръ.
7 августа 1820 года Комитетом Главного Штаба по аттестации Балабин был включён в список «генералов, заслуживающих быть написанными в галерею» и 10 февраля 1822 года император Александр I повелел написать его портрет. Гонорар за работу Доу был выплачен 1 июля 1822 года. Готовый портрет был принят в Эрмитаж 7 сентября 1825 года.
В 1848 году в мастерской Карла Края по рисунку И. А. Клюквина с портрета была сделана датированная литография, опубликованная в книге «Император Александр I и его сподвижники» и впоследствии неоднократно репродуцированная.